# Renaissance Center
Renaissance Center – kompleks budynków w Detroit w amerykańskim stanie Michigan, położony nad rzeką Huron. Jest m.in. siedzibą koncernu General Motors. Składa się na niego m.in. najwyższy budynek w Detroit: Detroit Marriott at the Renaissance Center, mający 221 metrów wysokości. Poza tym kompleks ten tworzą 4 budynki o wysokości 159 metrów i 2 o wysokości 103 metrów.

## Historia
Budowa kompleksu Renaissance Center rozpoczęła się w latach 70. i była częścią planu rewitalizacji centrum miasta Detroit, ponieważ wówczas miasto zmagało się z potężnym kryzysem finansowym i wiele dzielnic przeżywało upadek. Projekt kompleksu biznesowych budynków zamówił amerykański biznesmen, specjalizujący się w przemyśle samochodowym Henry Ford II. Renaissance Center miał ożywić gospodarkę Detroit, wpłynąć na zmianę wizerunku centrum miasta oraz przyciągnąć turystów. 

## Architektura
Renaissance Center składa się z siedmiu wieżowców, z których najwyższy to Mariott Renaissance Center. Architekt John Portman zaprojektował Fazę I, 73-piętrowy hotel, otoczony czterema 39-piętrowymi wieżami biurowymi. Budowa rozpoczęła się w 1973 roku, a pierwsza wieża została otwarta 1 lipca 1976 roku. W tamtym czasie projekt ten był największą prywatną inwestycją w kraju. Kiedy wieża hotelowa została otwarta w 1977 roku, była najwyższym hotelem na świecie i nadal jest najwyższym budynkiem w Michigan. 

## Budynki wchodzące w skład Renaissance Center
- Detroit Marriott at the Renaissance Center
- Renaissance Center 100 Tower
- Renaissance Center 200 Tower
- Renaissance Center 300 Tower
- Renaissance Center 400 Tower
- Renaissance Center 500 Tower
- Renaissance Center 600 Tower

## Galeria

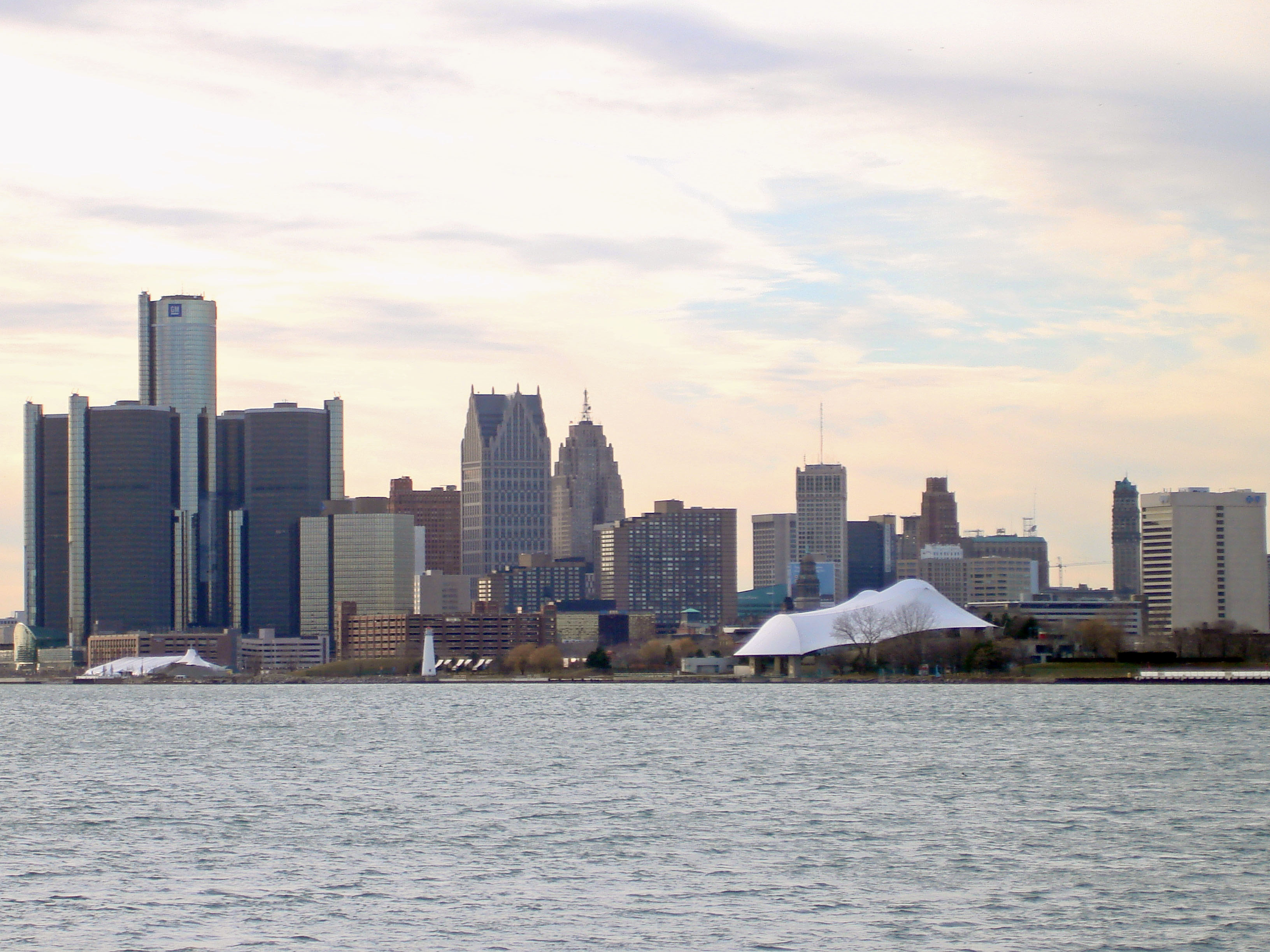
Panorama centrum miasta DEtroit
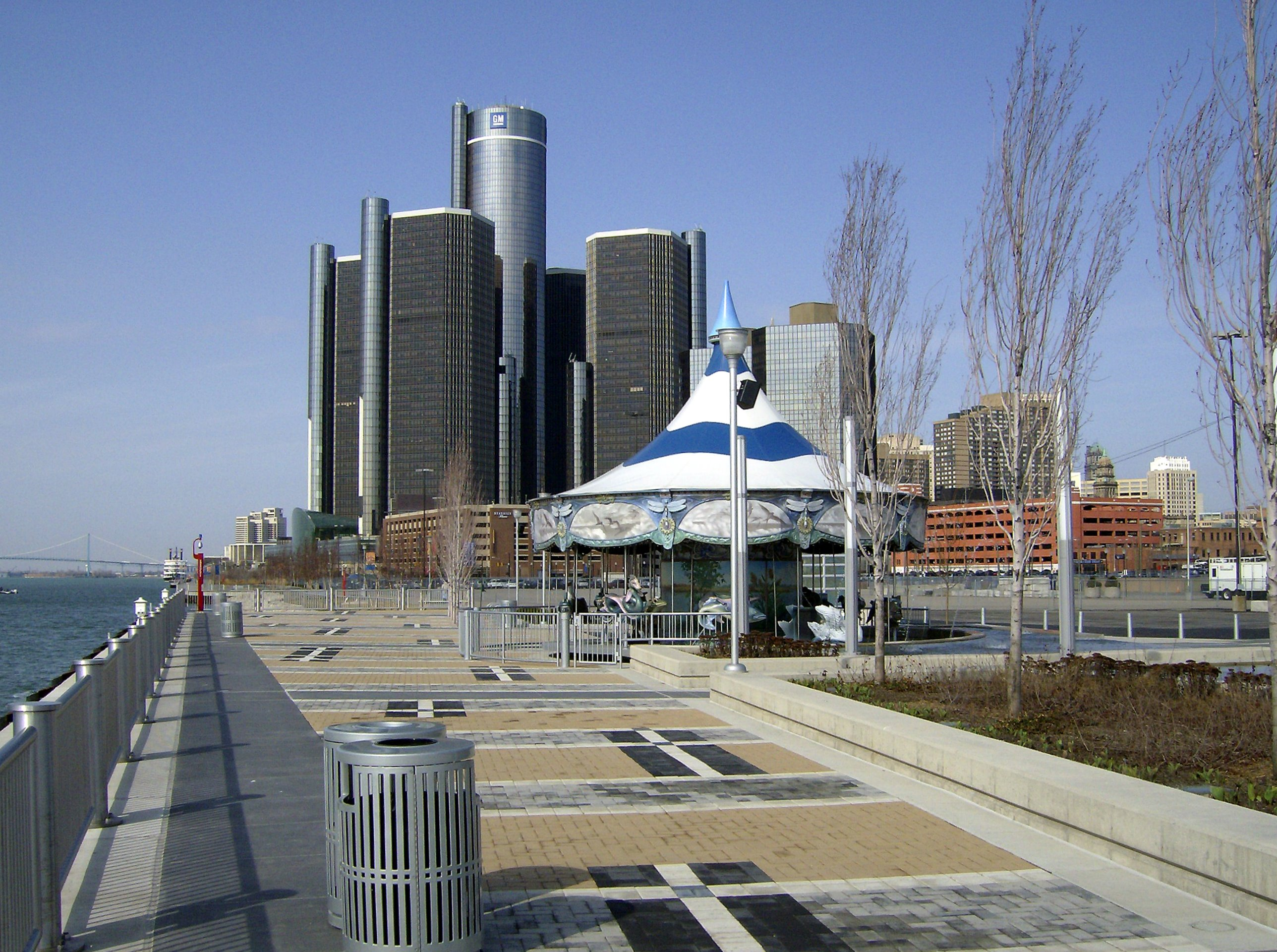
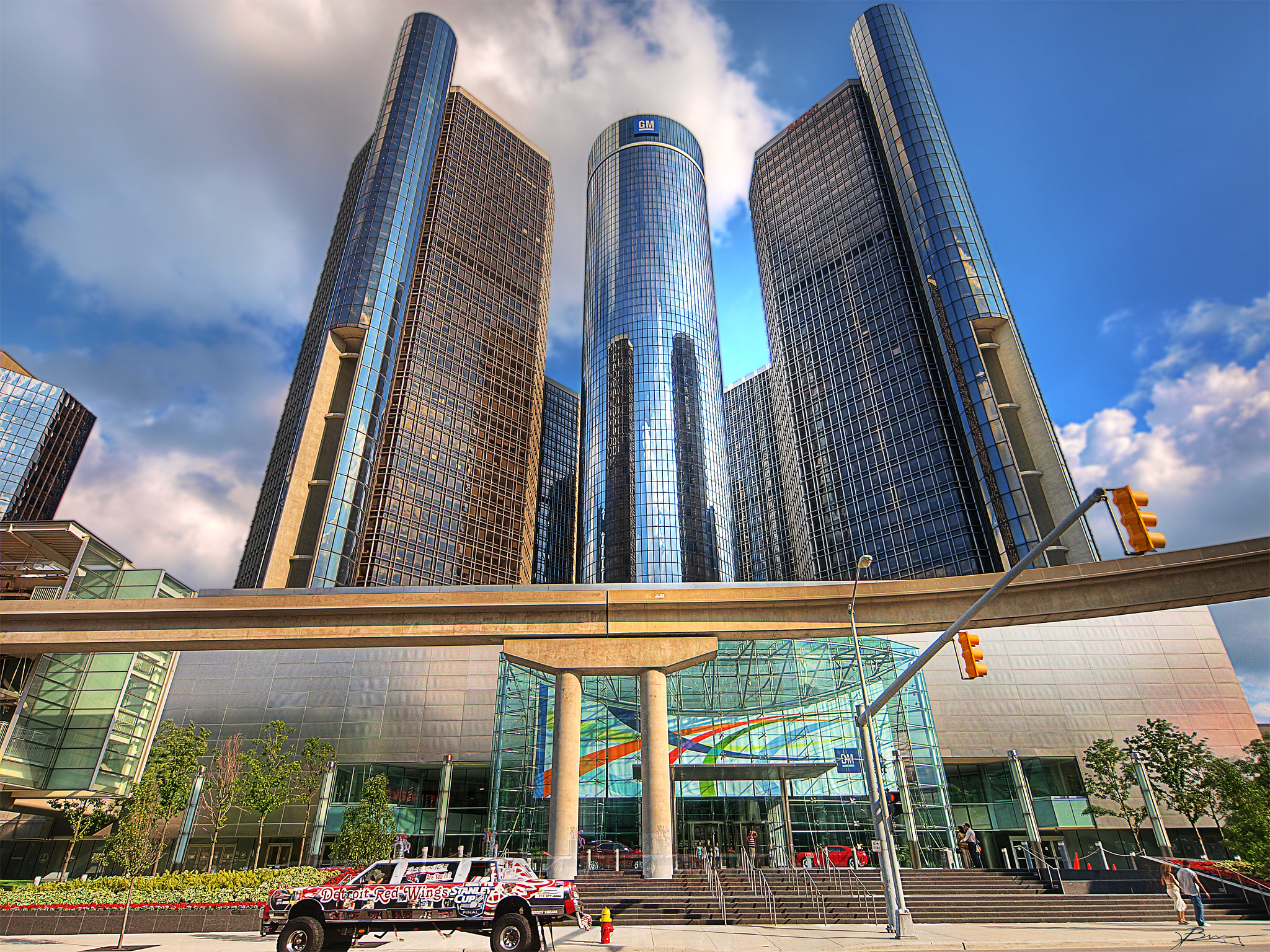
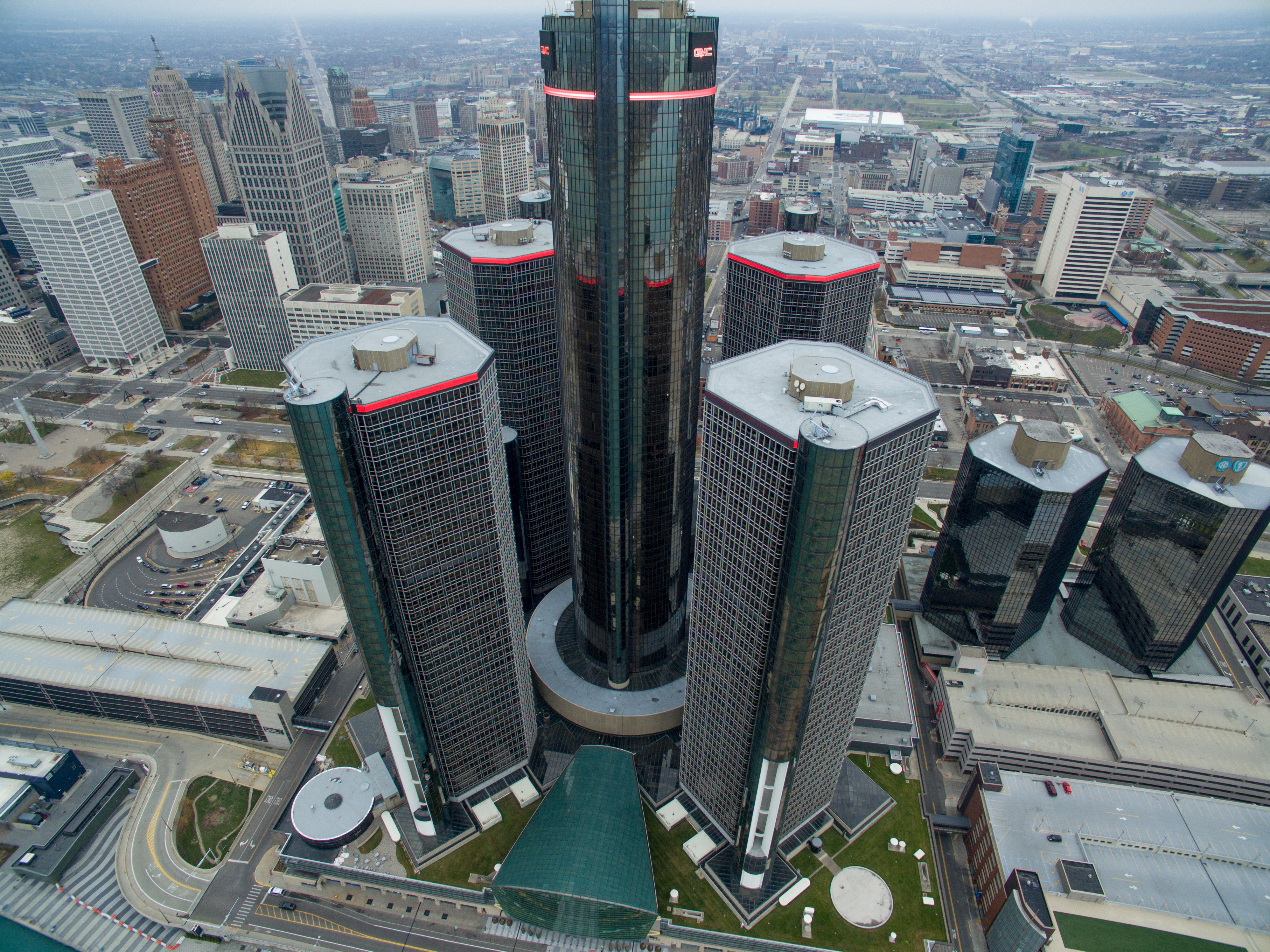
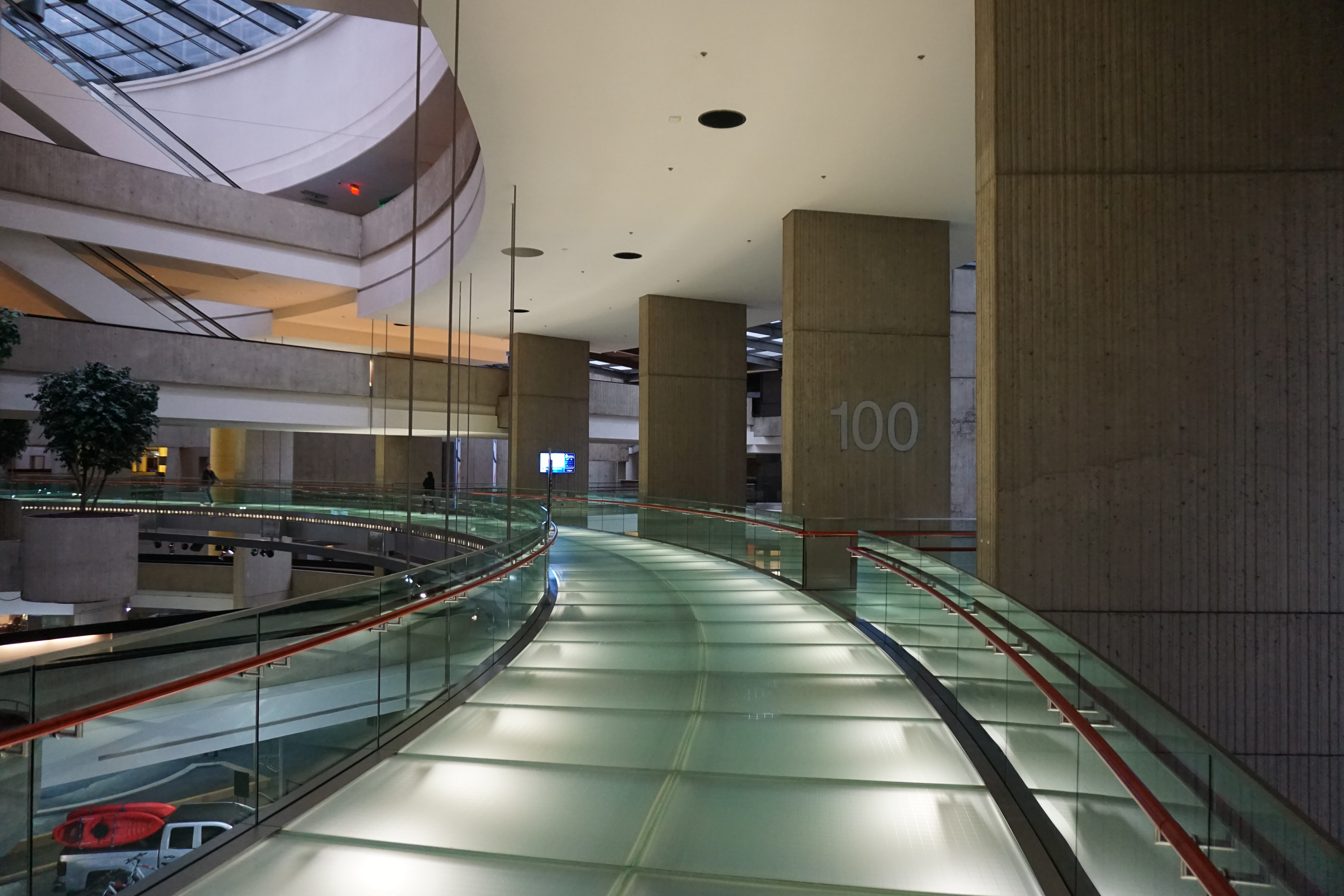
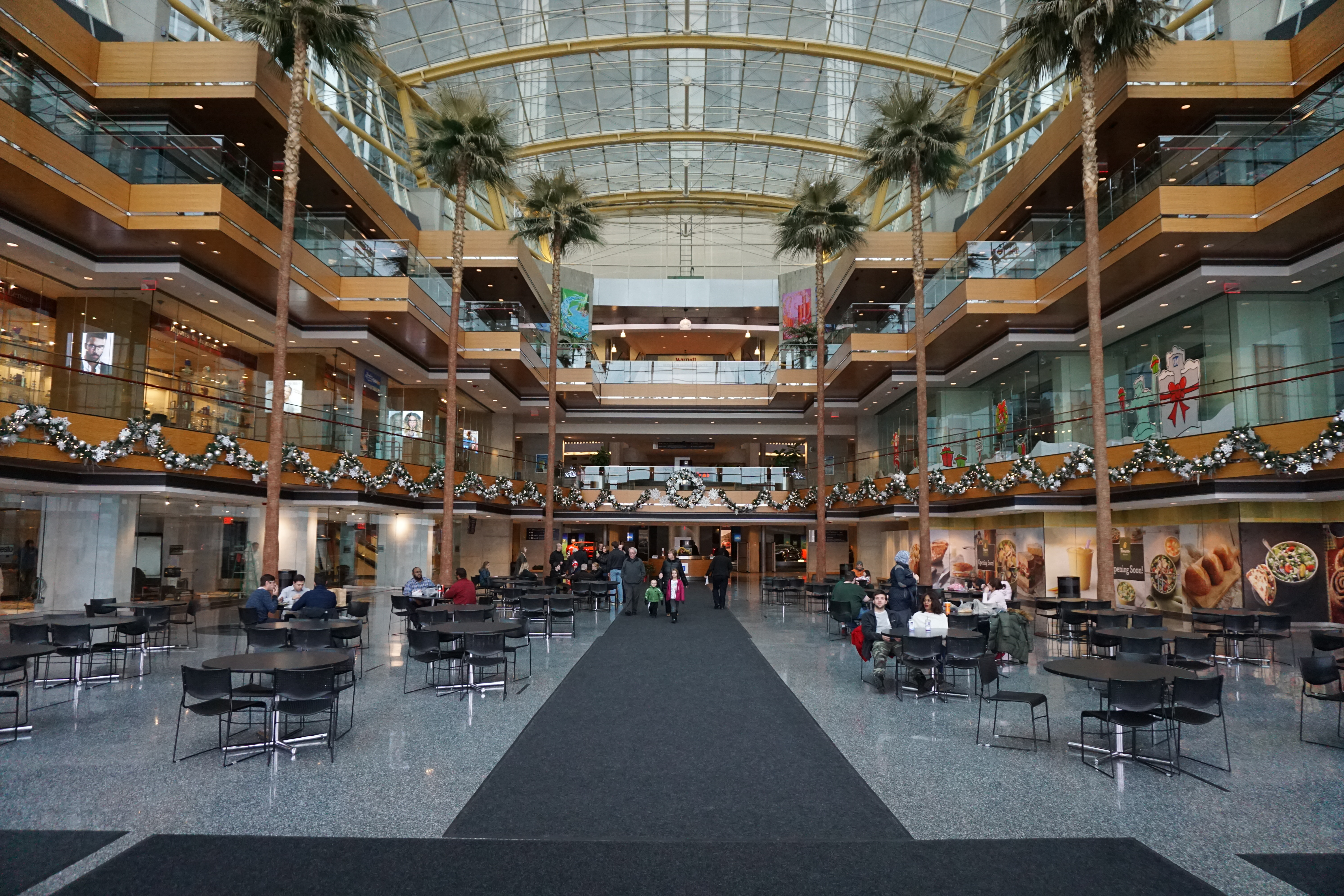